# CCL1
CCL1 (англ. C-C motif chemokine ligand 1) – білок, який кодується однойменним геном, розташованим у людей на довгому плечі 17-ї хромосоми. Довжина поліпептидного ланцюга білка становить 96 амінокислот, а молекулярна маса — 10 992.
| 10         |  | 20         |  | 30         |  | 40         |  | 50         |
| ---------- |  | ---------- |  | ---------- |  | ---------- |  | ---------- |
| MQIITTALVC |  | LLLAGMWPED |  | VDSKSMQVPF |  | SRCCFSFAEQ |  | EIPLRAILCY |
| RNTSSICSNE |  | GLIFKLKRGK |  | EACALDTVGW |  | VQRHRKMLRH |  | CPSKRK     |

A: Аланін

C: Цистеїн

D: Аспарагінова кислота

E: Глутамінова кислота

F: Фенілаланін

G: Гліцин

H: Гістидин

I: Ізолейцин

K: Лізин

L: Лейцин

M: Метіонін

N: Аспарагін

P: Пролін

Q: Глутамін

R: Аргінін

S: Серин

T: Треонін

V: Валін

W: Триптофан

Кодований геном білок за функцією належить до цитокінів. 
Задіяний у такому біологічному процесі, як хемотаксис. 
Секретований назовні.